# Карпенко Володимир Володимирович
Володимир Володимирович Карпенко — український військовослужбовець, генерал-майор Збройних Сил України.

## Життєпис
На 2021 рік обіймав посаду командувача логістики Командування Сухопутних військ Збройних сил України. З 29 лютого 2024 року обіймає посаду командувача Сил логістики Збройних Сил України.

## Нагороди
- Орден Богдана Хмельницького I ст. (30 вересня 2024) — за особисту мужність, виявлену у захисті державного суверенітету та територіальної цілісності України, самовіддане виконання військового обов'язку[3];
- Орден Богдана Хмельницького II ст. (28 вересня 2022) — за особисту мужність і самовіддані дії, виявлені у захисті державного суверенітету та територіальної цілісності України, вірність військовій присязі[4];
- Орден Богдана Хмельницького III ст. (11 квітня 2022) — за особисту мужність і самовіддані дії, виявлені у захисті державного суверенітету та територіальної цілісності України, вірність військовій присязі[5].

## Військові звання
- полковник;
- бригадний генерал (14 жовтня 2020)[6].
- Генерал-майор (23 серпня 2024)[7]